# Margot Lambert
Margot Lambert (Guilherand-Granges, 15 de marzo de 1999) es una deportista francesa que compite en bádminton en la modalidad de dobles.
En los Juegos Europeos de Cracovia 2023 consiguió una medalla de bronce en la prueba de dobles. Ganó dos medallas en el Campeonato Europeo de Bádminton, en los años 2024 y 2025.

## Palmarés internacional
| Juegos Europeos    | Juegos Europeos        | Juegos Europeos   | Juegos Europeos |
| Año                | Lugar                  | Medalla           | Prueba          |
| ------------------ | ---------------------- | ----------------- | --------------- |
| 2023               | Tarnów (Polonia)       | Medalla de bronce | Dobles          |
| Campeonato Europeo |                        |                   |                 |
| Año                | Lugar                  | Medalla           | Prueba          |
| 2024               | Saarbrücken (Alemania) | Medalla de oro    | Dobles          |
| 2025               | Horsens (Dinamarca)    | Medalla de bronce | Dobles          |